# 职业网球运动员协会
职业网球运动员协会（Professional Tennis Players Association，简称PTPA）是一个由网球运动员组成的具有工会性质的组织，由球员瓦謝克·波斯皮西爾和诺瓦克·德约科维奇共同创立。该组织代表ATP排名前500位的单打选手和WTA排名前200位的双打选手。
PTPA的创始成员曾是职业网球联合会（ATP）球员理事会的成员。其中包括即将卸任的理事会主席德约科维奇和波斯皮希尔，两人最初将担任PTPA为期两年的联合主席。PTPA由九名成员组成的受托人董事会管理，每年选举一次。
由于ATP同时代表球员与赛事的双重利益，PTPA成员认为球员应拥有更大的自主权。该组织的支持者表示，目前的治理结构使做出真正符合球员利益的决策变得困难，因为赛事、大满贯组织和国际网球联合会（ITF）之间存在复杂的利益冲突。PTPA在一份文件中指出，他们的目标“不是取代ATP”，而是“为球员提供一个独立于ATP的自我管理体系，能够直接回应球员成员的需求和关切”。

## 历史
PTPA的概念最早出现于2019年，当时瓦谢克·波斯皮希尔和诺瓦克·德约科维奇发现他们对ATP未能充分保护球员权益的问题有着相同的看法。
从2020年起，他们开始筹划并整合这一理念，并于2021年在加拿大正式注册为非营利组织，旨在“在整个职业网球决策过程中实现透明度与公平性”，并向所有单打世界排名前350、双打世界排名前150的男女球员开放会员注册资格。
到了2025年，PTPA推出了运动员咨询与公平计划（Athlete Counsel & Equity Program，简称ACE计划），这是一项全新的倡议，目的是在高知名度和低知名度球员在反兴奋剂案件中待遇不平等的背景下（特别是在2024年期间发生的诸多争议事件后），为被指控违反反兴奋剂规则的球员提供高水平的法律辩护支持，无论其收入高低。
2025年3月18日，PTPA向主要网球管理机构（包括ATP、WTA、ITF和ITIA）提起诉讼，要求改善球员待遇，具体诉求包括：
- 减少球员为了提升排名而必须参加的赛事数量；
- 结束目前几乎全年无休的赛程安排，以避免过度的身体疲劳和受伤风险（球员一年仅有一个月休息时间）；
- 通过基于观众人数的收入公平分配机制，提高球员应得的报酬（实际上意味着涨薪）；
- 其他多项关于球员权益的申诉。

对此，各大网球管理机构否认了诉讼中提出的指控。

## 成立
PTPA的首次公开宣布是在2020年美国网球公开赛上进行的，时间为8月29日。该消息首先发布在瓦谢克·波斯皮希尔的Twitter账号上，配图是成员们戴着口罩站在球场上的照片，文字说明写道：“在今天成功召开会议之后，我们非常激动地宣布职业网球运动员协会（PTPA）的成立——自1972年以来网球界第一个仅由球员组成的组织。#PTPA。”
尽管最初的发布没有引发太多后续动作，但到了2021年6月22日，PTPA再次在其官方Twitter账号上发布正式新闻稿，宣布其顾问委员会及公关公司ANACHEL Communications Inc.的加入，同时也公布了官方网站和社交媒体平台，内容包括协会的任务声明与核心价值观、顾问委员会成员名单、球员故事以及常见问题解答页面，用于回应公众可能提出的所有疑问。
最终，PTPA通过一场全球新闻发布会正式亮相，出席人员包括创始人瓦谢克·波斯皮希尔和诺瓦克·德约科维奇、执行总监亚当·拉里（Adam Larry）等。此次发布会面向全球所有网球记者开放，并通过YouTube平台进行了直播。

## 领导层和球员执行委员会
2022年8月，PTPA宣布任命OneTeam Partners的前首席执行官艾哈迈德·纳萨尔（Ahmad Nassar）为执行董事。2023年1月，以下球员被宣布成为协会首届球员执行委员会成员：
- 葆拉·巴多萨（西班牙）
- 诺瓦克·德约科维奇（塞尔维亚）
- 胡贝特·胡尔卡奇（波兰）
- 约翰·伊斯内尔（美国）
- 昂丝·加博（突尼斯）
- 比丹妮·瑪蒂克-桑茲（美国）
- 瓦謝克·波斯皮西爾（加拿大）
- 郑赛赛（中国）

## 回应与争议
米洛斯·拉奧尼奇曾公开表示有意加入该组织。他表示，对ATP主席安德里亚·高登齐在应对新冠疫情危机中的表现感到不满。在辛辛那提大师赛半决赛获胜后（因疫情比赛移至纽约举行），拉奥尼奇说道：
球员们有足够的时间去思考、反思，并审视一些我们可能并不满意的地方并展开讨论……我们很多人在这六个月中被蒙在鼓里。我们对很多事情都感到失望。我曾多次表达自己的观点，比如其他项目的运动员高管为了支持我们而主动减薪，但网球项目中，我们好几个月都没有收入，低排名球员更是完全没有收入。……然而我们的高管却待在家里，丝毫不觉得有必要减薪。在我的每一次电话会议中，我都推动他们这么做。
高登齐则对PTPA提出批评，他表示：
你们已经在决策桌上拥有了席位——这正是其他体育项目的运动员所努力争取的东西，也是当初设立ATP巡回赛时球员们奋斗的目标……你们现在却想要从内部结构走向外部，这种做法毫无意义。
波斯皮希尔在一份声明中回应道：
要在我们巡回赛的重大决策中发挥真正影响力是非常困难的，甚至是不可能的。有了PTPA，我们的声音终将被听到，并将在影响我们生活和生计的决策中发挥作用。
ATP等机构的回应：
对此，ATP、WTA、四大满贯赛事以及ITF联合发表声明，表达了对ATP治理模式的支持，并指出：
现在是更加强调团结而非分裂的时刻；是考虑并采取符合网球运动当下及未来利益行动的时刻……当我们携手合作时，这项运动才会变得更强大。
球员的不同立场：
PTPA也遭到了包括拉斐尔·纳达尔和罗杰·费德勒在内的多位球员的反对。纳达尔曾在推特上写道：
现在是团结的时候，不是分裂的时候。只有当网球界团结一致，我们才能实现伟大的目标。 
安迪·穆雷则表示虽然他“并非完全反对成立一个球员工会”，但他认为WTA应能在其中拥有席位，并建议目前的ATP管理层“应给予一些时间来实施他们的愿景”。
这并不是职业网球选手第一次呼吁建立仅由球员组成的联盟或组织。前世界第一安迪·罗迪克在8月29日新闻传出后发推文称：“好像十年前就该有人提出来了。”事实上，早在2011年，罗迪克就已经提出了类似的倡议。
2020年11月，当ATP拒绝让德约科维奇和波斯皮希尔重返ATP球员理事会后，两人表示他们是经由同行提名产生的。随后，波斯皮希尔在接受Tennis.com播客采访时表示：
基本上我们没有任何信息可言，赛事方面不需要提供任何东西，也不需要透明。这不是一种真正的商业合作关系。尤其是当球员本身才是吸引观众的核心产品时，人们花钱来看的是我们打球。我们并没有对立的意思，我们并不想制造对抗。
自成立以来，PTPA在全球范围内得到了大量现役和退役球员的支持。成立一年后，会员人数已超过500人。 
美国球员约翰·伊斯内尔和瑞恩·哈里森曾在推特上公开声援，并确认自己是该协会成员。世界排名前30的球员如胡贝特·胡尔卡奇、瑞利·奥普卡和巴勃羅·卡雷尼奧·布斯塔也都表达了支持。此外，多位前球员也表达了对PTPA的支持，包括保罗·麦克纳米、马茨·维兰德和帕特里克·麦肯罗。丹尼斯·沙波瓦洛夫也公开表示支持该组织。